# De Havilland Canada
De Havilland Aircraft of Canada Ltd., noto anche con la sigla DHC, è un produttore di aeromobili con strutture situate nell'area di Downsview a Toronto, in Ontario, nel Canada. La sede originale di De Havilland in Canada era la sede del Canadian Air and Space Museum, situato in quello che oggi è Downsview Park.
La compagnia aerea fu creata nel 1928 dalla britannica de Havilland Aircraft Company per costruire velivoli della serie Moth, per l'addestramento di aviatori canadesi, e successivamente dopo la seconda guerra mondiale, ideò e produsse dei propri progetti.
Negli anni '80, il governo canadese privatizzò DHC e nel 1986 vendette la compagnia aerea all'allora Boeing di Seattle. La DHC fu infine acquisita da Bombardier Aerospace di Montréal nel 1992. Nel 2006, la Viking Air di Victoria, nella Columbia Britannica, acquisì i certificati di omologazione per tutti i progetti di de Havilland originali fuori produzione (da DHC-1 a DHC-7).
Nel novembre 2018, la holding di Viking Air, Longview Aviation Capital, ha annunciato l'acquisizione del programma Q400, insieme ai diritti sul nome e sul marchio de Havilland. L'accordo, concluso il 3 giugno 2019 a seguito dell'approvazione normativa, ha portato l'intera linea di prodotti de Havilland sotto lo stesso marchio per la prima volta in decenni, sotto una nuova holding denominata De Havilland Aircraft of Canada Limited.

## Storia

### Fondazione
Fondata nel 1928 come filiale di de Havilland Aircraft (Regno Unito), de Havilland Canada si trovava inizialmente al campo di De Lesseps a Toronto, prima di trasferirsi a Downsview nel 1929.

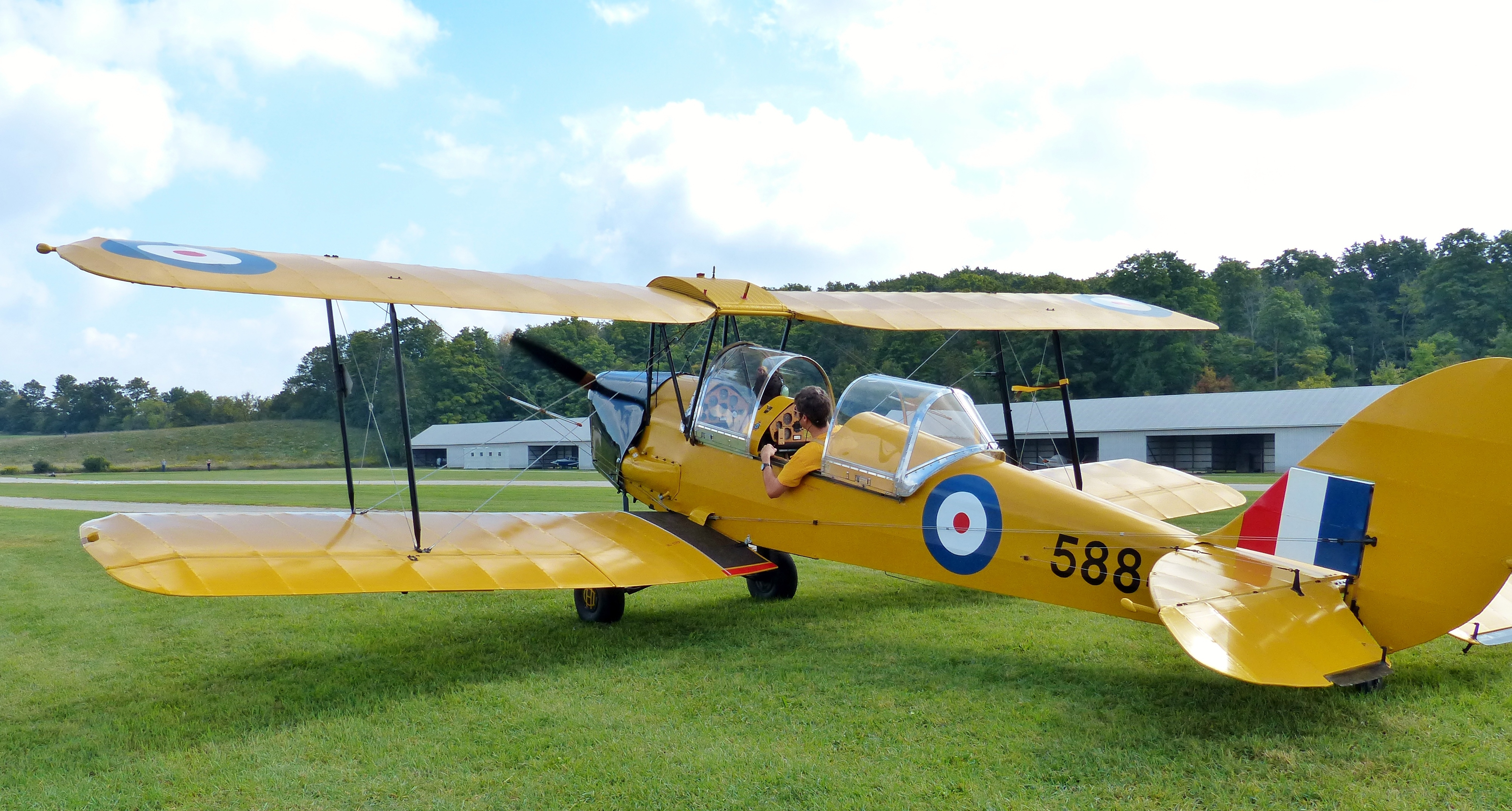
DH.82C Tiger Moth della RCAF, 1941

### Anni trenta
Decollato per la prima volta il 26 ottobre 1931, il DH.82 Tiger Moth derivava dal DH.60 Moth. Il DH 82 era alimentato da un motore Gipsy II da 120 CV, ma il DH.82a del 1939 ricevette il Gipsy Major da 145 CV. Più di 1.000 Tiger Moths furono consegnati prima della seconda guerra mondiale, e successivamente 4.000 vennero costruiti nel Regno Unito e spediti in tutto il mondo; 1.747 vennero costruiti in Canada (la maggior parte erano DH.82c con cockpit, freni, ruote posteriori, ecc.). Il follow-up DH.83 Fox Moth è stato progettato in Inghilterra nel 1932 come trasporto leggero ed economico ed è stato costruito utilizzando il maggior numero possibile di componenti del Tiger Moth.

### Seconda guerra mondiale
Il de Havilland Tiger Moth fu un addestratore di base del piano di addestramento aereo del Commonwealth britannico durante la seconda guerra mondiale, in base al quale gli equipaggi aerei di tutto il Commonwealth britannico vennero addestrati in Canada. Durante la seconda guerra mondiale DHC venne trasformata in una società per azioni del governo del Canada.
La produzione del DH.98 Mosquito, soprannominato "Mossie", fu il più grande contributo della compagnia allo sforzo bellico. Era uno dei pochi velivoli di prima linea dell'epoca costruito quasi interamente in legno ed era soprannominato la "meraviglia di legno". Il Mosquito venne progettato per usare la velocità invece dell'armamento difensivo per sfuggire all'attacco e, di conseguenza, fu uno degli aerei più veloci in guerra, raggiungendo i 684 km/h a 30.000 piedi (9144 metri).
Degli oltre 7000 Mosquito prodotti complessivamente da de Havilland, de Havilland Canada ne ha prodotti 1.134. Circa 500 vennero consegnati nel Regno Unito entro la fine della guerra, anche se molti vennero persi lungo il tragitto attraverso l'Atlantico.

### Dopoguerra
Dopo la guerra, de Havilland Canada iniziò a costruire i propri progetti unicamente per l'ambiente operativo canadese. La compagnia ha anche continuato la produzione di diversi velivoli britannici de Havilland e successivamente ha prodotto una versione su licenza del Tracker Grumman S2F progettato in America. Nel 1962, l'impianto di produzione di aeromobili di Avro Canada fu trasferito a de Havilland in Canada dalla loro società madre allora fusa, la britannica Hawker Siddeley.

#### DHC-1 Chipmunk
Il primo vero progetto di aviazione del dopoguerra fu il DHC-1 Chipmunk, progettato come aereo da addestramento basico, in sostituzione del Tiger Moth. Il Chipmunk era un aereo interamente in metallo, ad ali basse, in tandem a due posti, a motore singolo con un carrello di atterraggio convenzionale a coda. Aveva superfici di controllo ricoperte di tessuto e un tettuccio di plastica trasparente che copriva le posizioni pilota e passeggero/studente. Le versioni di produzione del velivolo erano alimentate da un motore "8" Major de la Havilland Gipsy in linea da 145 CV.
Il prototipo Chipmunk volò per la prima volta il 22 maggio 1946 a Toronto e fu complessivamente prodotto in 158 esemplari per uso RCAF (aeronautica canadese), mentre de Havilland (Regno Unito) produsse 740 velivoli per l'addestramento in vari squadroni della RAF negli ultimi anni '40 e negli anni '50.

#### DHC-2 Beaver
Tornando alla progettazione di velivoli appositamente ideati per il nord del Canada, il DHC-2 Beaver venne sviluppato nel 1947. Dopo un'indagine sui piloti canadesi, tra cui Punch Dickins, la necessità di un aereo cargo robusto e altamente versatile che potesse decollare e atterrare quasi ovunque, trasportare un carico di mezza tonnellata ed essere molto affidabile, ha costituito la base di una nuova specifica. Il primo aereo STOL di de Havilland avrebbe creato una nuova nicchia nel settore bush plane (aerei adatti al trasporto di merci e passeggeri in zone remote e/o poco sviluppate.
Nel settore civile, il Beaver eccelleva su ruote, sci e galleggianti e, nel 1951, fu selezionato dall'Aeronautica Militare americana e dall'esercito come nuovo velivolo di collegamento. Nei nove anni che seguirono, 968 L-20A furono consegnati alle forze armate, la maggior parte all'esercito. Hanno prestato servizio sia nella Guerra di Corea che in quella di Vietnam, trasportando merci e personale attorno ai campi di battaglia, mappando le posizioni delle truppe nemiche, conducendo missioni di ricerca e salvataggio e trasmettendo il traffico radio. Nel 1962, l'L-20 fu rinominato U-6A e molti esempi rimasero in servizio fino agli anni '70. I Beaver vennero anche acquistati ed utilizzati dai servizi militari di numerose altre nazioni, tra cui Gran Bretagna, Cile e Colombia.
Con quasi 1.700 esemplari costruiti in due decenni di produzione, i Beaver civili continuano ad essere usati in oltre 50 paesi in tutto il mondo. Una versione con turbina convertita, il Turbo Beaver (DHC-2 Mk.III) volò per la prima volta nel dicembre del 1963. Questa versione presentava un turbopropulsore Pratt & Whitney PT6 A-6, che offriva prestazioni STOL ancora migliori. Anche la cabina del Turbo Beaver era più lunga, consentendo la sistemazione massima per 11 passeggeri, incluso il pilota. Esternamente, il Turbo Beaver aveva un naso molto più lungo e riprofilato, e una coda verticale squadrata.

#### DHC-3 Otter
L'Otter è stato concepito per essere in grado di svolgere gli stessi ruoli del Beaver precedente, ma con maggiori dimensioni, il vero "cargo da una tonnellata".
Rispetto al Beaver ha la stessa configurazione generale, ma è più lungo, ha ali a campata maggiore ed è molto più pesante. I posti a sedere nella cabina principale sono per 10 o 11 passeggeri, mentre il Beaver poteva ospitarne sei. L'alimentazione è fornita da un radiale Pratt & Whitney R1340 Wasp da 450 kW (600 CV). Come il Beaver, l'Otter può essere dotato di sci e galleggianti. L'Otter anfibio galleggiante è caratterizzato da un esclusivo carrello retrattile di quattro unità, con le ruote che si ritraggono nei galleggianti.
I lavori di progettazione alla de Havilland Canada iniziarono sull'Otter DHC3 nel gennaio 1951, gli sforzi di progettazione dell'azienda culminarono nel primo volo del prototipo il 12 dicembre 1951. La certificazione canadese fu rilasciata nel novembre 1952.
Dopo che de Havilland Canada mostrò l'Otter all'esercito degli Stati Uniti, esso divenne il più grande operatore DHC3 (come U1). Altri operatori militari includevano Australia, Canada e India.
L'Otter ha una nicchia significativa di apprezzatori come bush plane e oggi resta molto ricercato.

#### DHC-4 Caribou
Il quarto aereo di De Havilland Canada fu un grande passo in avanti rispetto ai suoi predecessori: fu il primo bimotore, usato principalmente per trasporto tattico militare, con anche una piccola nicchia di apprezzatori a livello commerciale, nel trasporto di merci.
De Havilland Canada ha progettato il DHC-4 in risposta a una richiesta dell'esercito americano per un aereo da trasporto tattico per fornire truppe e rifornimenti al fronte di battaglia ed evacuare le vittime durante il viaggio di ritorno. Con l'assistenza del Dipartimento di produzione della difesa canadese, DHC costruì un prototipo a scopo dimostrativo che volò per la prima volta il 30 luglio 1958.
Colpito dalle capacità e dal potenziale STOL del DHC-4, l'esercito americano ne ordinò cinque per la valutazione con il nome di YAC-1 e divenne il più grande operatore di Caribou, ricevendo 159 esemplari. La designazione AC-1 fu cambiata nel 1962 in CV-2, ed infine in C-7 quando i CV-2 dell'esercito americano furono trasferiti nell'aeronautica americana nel 1967. Gli aerei Caribou statunitensi ed australiani furono ampiamente usati durante la guerra del Vietnam. Inoltre, alcuni Caribou statunitensi furono catturati dalle forze del Vietnam del Nord e rimasero in servizio in quel paese fino alla fine degli anni '70. Altri importanti operatori militari del Caribou erano Canada, Malesia, India e Spagna.
La maggior parte della produzione di Caribou fu per operatori militari, ma la robustezza e le eccellenti capacità di STOL attiravano anche un gruppo di utenti commerciali.
Negli anni successivi, alcuni Caribù civili furono modificati secondo lo standard dei turbopropulsori, con vari successi. Oggi, solo una manciata di Caribou, in diverse varianti, sono ad uso civile.

#### DHC-5 Buffalo
Conosciuto originariamente come Caribou II, l'aereo da trasporto tattico DHC-5 Buffalo era sostanzialmente un DHC-4 ingrandito con motori a turboelica e coda a T. Il DHC-5, sviluppato per soddisfare i requisiti dell'esercito americano per un trasporto in grado di trasportare carichi come il missile Pershing, un obice da 105 mm o un carico da 3/4 tonnellate. I costi di sviluppo furono sostenuti dall'esercito americano, dal governo canadese e da de Havilland Canada; il primo di questi aerei fece il suo volo inaugurale il 9 aprile 1964.
Le speranze di grandi ordini vennero infrante quando l'esercito americano fu costretto a trasferire tutti gli aeromobili ad ala fissa pesante alla US Air Force, che non aveva interesse per l'aeromobile; 122 esemplari furono costruiti in due cicli di produzione, tra cui una manciata di velivoli Buffalo per l'esercito americano e quattro C-8 per l'USAF. Quando dalla valutazione dell'esercito americano del DHC-5 (designato originariamente YAC-2 e successivamente C-8A) non risultarono ulteriori ordini, le forze armate canadesi acquisirono 15 esemplari del DHC-5A (designato CC-115); 6 sono stati successivamente convertiti per svolgere un ruolo di pattugliamento marittimo.
Dopo la consegna di 24 esemplari all'aeronautica brasiliana e 16 all'aeronautica peruviana, la linea di produzione è stata chiusa. Nel 1974, la società si rese conto che la domanda per i Buffalo continuava e fu avviata la produzione di un Buffalo migliorato (DHC-5D), con motori più potenti, che consentivano il funzionamento con pesi lordi più elevati e offrivano prestazioni complessive migliorate. All'inizio degli anni '80, de Havilland Canada tentò di modificare il Buffalo per uso civile. L'aeromobile doveva essere marchiato come "Transporter". Dopo la perdita del velivolo dimostrativo (SN 103, targato C-GCTC) al Farnborough Air Show del 1984, il progetto fu abbandonato. La produzione dell Buffalo terminò nel 1982, ma l'ultimo dei 122 aerei costruiti fu consegnato solo ad aprile 1985.

#### DHC-6 Twin Otter
Il Twin Otter fu uno dei progetti di aeromobili commerciali di maggior successo del Canada: con oltre 800 esemplari costruiti, resta popolare per la sua costruzione robusta e le prestazioni STOL.
Lo sviluppo del Twin Otter risale al gennaio 1964, quando de Havilland Canada iniziò a lavorare su una variante a doppio turboelica del DHC-3 Otter come aereo di linea STOL per pendolari e trasporto di servizi. Le ali sono state allungate, la fusoliera posteriore, la coda e il naso sono stati ridisegnati e i posti a sedere sono stati aumentati fino a 18.
Il nuovo velivolo fu designato DHC-6 e la costruzione del prototipo iniziò nel novembre di quell'anno, con il primo volo il 20 maggio 1965. Dopo aver ricevuto la certificazione a metà 1966, il primo Twin Otter entrò in servizio con il sostenitore di lunga data di de Havilland Canada, il dipartimento delle terre e foreste dell'Ontario.
I primi velivoli di produzione furono quelli della Serie 100. Le caratteristiche del design includevano flap con bordo posteriore a doppio intaglio e "flaperon" (alettoni che agiscono all'unisono con i flap) per migliorare le prestazioni STOL. Rispetto alle successive serie 200 e 300, le 100 si distinguono per il loro naso più corto, le eliche più sottili e le aperture di scarico più piccole sui motori.
L'aggiunta principale alla Serie 200, introdotta nell'aprile 1968, fu il naso esteso, che insieme a un vano portaoggetti riconfigurato nella cabina posteriore, aumentò notevolmente la stiva.
La Serie 300 fu introdotta dal 231° velivolo di produzione nel 1969. Anch'essa presentava il muso allungato, ma presentava anche motori più potenti, permettendo così un aumento di 450 kg di peso al decollo e un interno di 20 posti. Tutti i modelli possono essere dotati di sci e galleggianti.
La produzione del Twin Otter cessò alla fine del 1988. Nel 2010, Viking Air iniziò a produrre la prima nuova serie di Twin Otter, la Serie 400.

#### DHC-7 Dash 7
Il DHC-7 quadrimotore, popolarmente noto come Dash 7, è stato progettato come aereo di linea regionale STOL da 50 posti in grado di operare su piste lunghe fino a 915 m. Doveva servire piccoli aeroporti cittadini come l'Aeroporto di Londra-City, dove i requisiti di rumore erano particolarmente severi, e presentava quattro eliche a rotazione lenta per ridurre il rumore.
Per consentire al Dash 7 di raggiungere le sue eccellenti caratteristiche STOL, il velivolo impiega molti dispositivi aerodinamici. I lembi delle ali sono a doppia fessura e coprono circa il 75% del bordo posteriore dell'ala. In un tipico atterraggio STOL, i flap sono impostati a 45° prima dell'atterraggio, il che consente una velocità di avvicinamento più lenta (in genere 70-85 nodi) e una discesa più ripida. Al momento dell'atterraggio, i flap ritornano immediatamente in posizione 25°, il che diminuisce la portanza creata dall'ala e quindi aumenta l'efficacia della frenata. L'aeromobile impiega inoltre due spoiler di terra e due spoiler di rollio per ala.
Il sostegno finanziario del governo canadese ha permesso il lancio del programma DHC-7 nei primi anni '70, con il volo inaugurale del primo dei due velivoli di sviluppo il 27 marzo 1975. Il primo Dash 7 di produzione volò il 3 marzo 1977, il prototipo certificato il 2 maggio 1977 ed entrò in servizio con Rocky Mountain Airways il 3 febbraio 1978. Nel 1987 il Dash 7 ha inaugurato il servizio di volo presso Londra-City, con la Brymon Airways.
Il modello di Dash 7 per trasporto passeggeri standard è la Serie 100, mentre il modello è stato offerto anche in forma di cargo puro, con la Serie 101. Il peso massimo al decollo di quest'ultima era di 19050 kg, seguita poco dopo dalla Serie 102 (variante per passeggeri) e dalla Serie 103 (combinazione passeggeri/cargo), con motori più potenti. Il peso massimo trasportabile è aumentato a quasi 20000 kg. L'unico sviluppo importante del Dash 7 fu la Serie 150, che presentava un peso massimo al decollo più elevato e una maggiore capacità di carburante. La serie 151 era la versione cargo della 150. Il suo peso massimo al decollo era di 21300 kg. La produzione del Dash 7 terminò nel 1988, in seguito all'acquisizione da parte di Boeing di de Havilland Canada.

#### DHC-8 Dash 8
La De Havilland Canada iniziò lo sviluppo del Dash 8 alla fine degli anni '70 in risposta a quella che considerava una notevole domanda di mercato per un aereo di linea per pendolari di nuova generazione da 30 a 40 posti. Il Dash 8 enfatizzava l'economia operativa rispetto alle prestazioni di STOL, che si sono rivelate molto più efficaci.
Come il Dash 7, il Dash 8 presenta un'ala e una coda a T montate in alto, un avanzato sistema di controllo del volo e ampi flap a bordo lungo. L'alimentazione è fornita da due turbopropulsori Pratt & Whitney Canada serie PW120 (originariamente designati PT7A). Il primo volo del primo dei due velivoli di pre-produzione è stato il 20 giugno 1983, mentre la certificazione canadese è stata rilasciata il 28 settembre 1984. La prima consegna ad un cliente è stata a NorOntair in Canada il 23 ottobre 1984.
L'aeromobile fu introdotto proprio mentre una vecchia generazione di aerei regionali stava diventando troppo vecchia per essere mantenuta economicamente, e pochi altri nuovi modelli di aeromobili delle sue dimensioni erano pronti per l'acquisto; l'ATR 42 è entrato in servizio un anno dopo, mentre la maggior parte degli altri progetti (Dornier 328, Fokker 50, ecc.) sono stati avviati solo in risposta al successo del Dash 8. Ad oggi, sono stati consegnati oltre 1200 Dash 8. Nell'aprile 2008, Bombardier annunciò che la produzione delle Dash 8 serie 100, 200 e 300 sarebbe terminata, lasciando la Q400 come l'unica serie di Dash 8 ancora in produzione. Lo è ancora attualmente dopo l'acquisto dei diritti sul marchio de Havilland Canada da parte di Longview Aviation Capital.

## Prodotti

### Aerei (tabella riassuntiva)
| Nome                                                           | Scopo                                             | Posti | Primo volo | Anni di produzione               | Esemplari prodotti |
| -------------------------------------------------------------- | ------------------------------------------------- | --- | ---------- | -------------------------------- | ------------------ |
| de Havilland DH.60 Moth                                        | Addestramento per la RAF e per la RCAF            | Due piloti                                                                                                  | 1928       |                                  |                    |
| de Havilland DH.82 Tiger Moth                                  | Addestramento per la RAF e per la RCAF            | Due piloti                                                                                                  | 1931       |                                  |                    |
| de Havilland DH.83 Fox Moth                                    | Variante DH.83C per privati e come bush plane     | Un pilota e 3-4 passeggeri                                                                                  | 1945       | 1945-1948                        | 53                 |
| de Havilland DH.98 Mosquito                                    | Caccia multiruolo e bombardiere RAF e RCAF        | Due piloti                                                                                                  | 1940-1945  |                                  |                    |
| de Havilland Canada DHC-1 Chipmunk                             | Addestramento con posti in configurazione tandem  | Due piloti                                                                                                  | 1946       | 1947-1956                        | 1,283              |
| de Havilland Canada/Viking Air DHC-2 Beaver                    | Bush plane                                        | Un pilota e 7 passeggeri                                                                                    | 1947       | 1947-1967                        | 1,657              |
| de Havilland Canada DHC-3 Otter                                | Bush plane STOL                                   | Un pilota e 11 passeggeri                                                                                   | 1951       | 1953-1967                        | 466                |
| Grumman/de Havilland Canada CS2F Tracker su licenza di Grumman | Lotta antisommergibile per la Royal Canadian Navy | Quattro piloti                                                                                              | 1956       | 1956                             |                    |
| de Havilland Canada DHC-4 Caribou                              | Trasporto tattico e cargo STOL                    | Tre piloti e 32 militari o 24 paracadutisti completamente equipaggiati o 14 barelle per trasporto di feriti | 1958       | 1961-tardi anni 60               | 307                |
| de Havilland Canada DHC-5 Buffalo                              | Trasporto tattico e cargo STOL turboelica         | Tre piloti e 41 militari o 24 barelle                                                                       | 1961       | 1965; 1974                       | 122                |
| de Havilland Canada/Viking Air DHC-6 Twin Otter                | Aereo multiuso STOL                               | Due piloti e 20 passeggeri                                                                                  | 1965       | 1966-1988 2008-oggi (Viking Air) | 900+               |
| de Havilland Canada DHC-7 Dash 7                               | Aereo di linea regionale turboelica STOL          | Due piloti e 35-54 passeggeri                                                                               | 1975       | 1978-1988                        | 113                |
| de Havilland Canada/Bombardier DHC-8 Dash 8/Q-Series           | Aereo di linea regionale turboelica               | Due o tre piloti e 37-90 passeggeri                                                                         | 1983       | 1984-oggi                        | 1,200+             |

### Altri
- HMCS Bras d'Or (FHE 400), aliscafo della marina canadese;
- Alouette 1, primo satellite del Canada.